# Rejestr piersiowy
Rejestr piersiowy – pojęcie z techniki wokalnej służące do określenia rezonansu odczuwalnego w okolicy klatki piersiowej przez osobę śpiewającą; skala naturalnego głosu mówionego śpiewaka/śpiewaczki.

Cykl drgania fałd głosowych w rejestrze piersiowym